# Disa purpurascens
Disa purpurascens är en orkidéart som beskrevs av Harry Bolus. Disa purpurascens ingår i släktet Disa och familjen orkidéer. Inga underarter finns listade i Catalogue of Life.

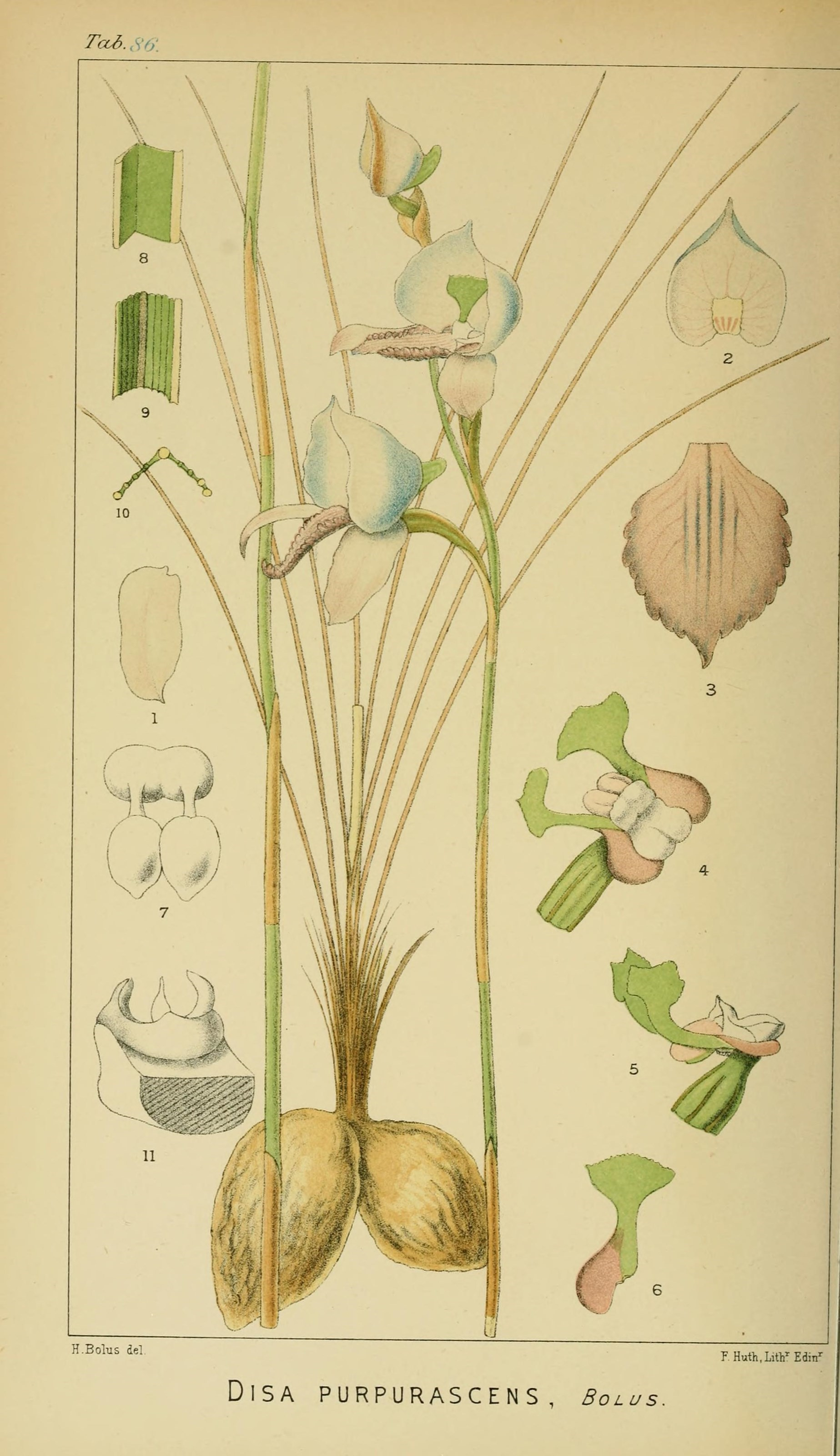